# マネキン2
『マネキン2』（Mannequin 2: On the Move）は1991年のアメリカ合衆国のロマンティック・コメディ映画。
前作『マネキン』（1987年）のヒットに頼った続編だが、前作と共通しているのはプリンスデパートとオカマのハリウッドのみである。

## あらすじ
プリンスデパートに就職したジェイソン青年は、オカマの黒人従業員ハリウッドとイベント展示会の仕事をしていた。だが某王国から送られてきた目玉のマネキンは実は中世時代に「呪いでマネキン」にされてしまったお姫様ジェシーであり、ジェイソンは婚約者だった王子の転生した姿であったのだ。王国のライバルとのジェシー争奪戦を主軸にしたロマンティック・コメディ第2弾。

## スタッフ
- 製作 ジョン・フォアマン、エドワード・ルゴフ
- 監督 スチュワート・ラフィル
- 脚本 エドワード・ルゴフ
- 撮影 ラリー・パイザー
- 音楽 デビッド・マヒュー
- 主題歌 スターシップ『愛はとまらない』（作曲：ダイアン・ウォーレン）

## キャスト
| 役名                     | 俳優                     | 日本語吹替   | 日本語吹替   |
| 役名                     | 俳優                     | VHS版        | テレビ朝日版 |
| ------------------------ | ------------------------ | ------------ | ------------ |
| ジェイソン               | ウィリアム・ラグズデイル | 中村大樹     | 関俊彦       |
| ジェシー                 | クリスティ・スワンソン   | かとうれいこ | 井上喜久子   |
| ハリウッド・モントローズ | ミーシャック・テイラー   | 緒方賢一     | 増岡弘       |
| スプレッツル伯爵         | テリー・カイザー         | 筈見純       | 青野武       |
| ジェームズ支店長         | スチュアート・パンキン   | 沢木郁也     | 福田信昭     |
| ジェイソンの母親         | シンシア・ハリス         | 火野カチコ   | 此島愛子     |

- テレビ朝日版：初回放送1994年1月16日『日曜洋画劇場』

## ロケ地
en:Wanamaker's - 舞台となったデパート